# Haag
Haag (nizozemsko ´s-Gravenhage ali Den Haag) je mesto na Nizozemskem, ki leži na obali Severnega morja, glavno mesto nizozemske province Južna Holandija. S približno pol milijona prebivalci je za Amsterdamom in Rotterdamom tretje največje mesto v državi.
V mestu je sedež nizozemske vlade in parlamenta, vrhovnega sodišča ter državnega sveta in vseh tujih veleposlaništev, vendar je po ustavi glavno mesto države Amsterdam. V Haagu je tudi sedež Organizacije za prepoved kemičnega orožja, Meddržavnega sodišča in Mednarodnega kazenskega sodišča, s čimer je eno pomembnejših središč Organizacije združenih narodov.

## Zgodovina

### Antika
Območje sedanjega Haaga je bilo del rimske province Spodnja_Germanija in je bila ob meji imperija, in Gornjegermansko – Retijskega limesa. Leta 1997 so bili v kraju Wateringse Veld odkriti rimski miljniki. Originali so sedaj shranjeni v "Museon" muzeju. Rimski miljniki kažejo oddaljenost od najbližjega rimskega mesta, Forum Hadriani (danes Voorburg), in jih lahko postavimo v čas vladanja cesarjev Antonin Pij (138-161; steber je datiran v leto 151), Karakala (211–217), Gordijan_III. (238–244), in Decij (249–251).

### Srednji in novi vek
Že v 11. stoletju je bila v bližini današnjega Binnenhofa vas, v kateri so imeli grofje Holandski stavbo, v kateri so bivali oziroma v kateri so prenočevali le med lovom. Holandski grof Floris IV. je bil na tem območju lastnik dveh dvorov, tretjega, stoječega ob današnjem Hofvijverju pa naj bi leta 1229 kupil od ženske imenovane Meilendis in ga nameraval pregraditi v velik grad. Vendar je kmalu leta 1234 umrl v viteškem turnirju.  Njegov sin in naslednik holandski grof Viljem II. je živel v tem dvoru in ko je bil izvoljen za Rimsko-nemškega kralja  leta 1248, se je vrnil v Haag in dal na mestu tega dvora zgraditi grad »kraljevo palačo«, ki se je kasneje imenovala Binnenhof ("Notranji dvor"). Vendar je umrl leta 1256, še preden je bil grad dokončan. Njegov sin, Floris V., je gradnjo dokončal. V tem času je nastala tudi Viteška dvorana,   kjer sedaj tretjo nedeljo v septembru kralj uradno odpre zasedanje parlamenta z branjem govora iz prestola.  
Die Haghe je bilo ime vasi okoli Binnenhof prvič omenjene v listini iz leta 1242. Od leta 1358 je kraj postal glavna  rezidenca grofov Holandije. Vas se je nahajala v ambachth, podeželskem okraju Monster, ki so mu vladali gospodje iz Monster-ja. Ti so želeli več neposredne kontrole nad vasjo, vendar so grofje vas razdelili in oblikovali ločen ambacht imenovan Haagambacht, ki so mu vladali neposredno Grofje Holandski. Območje Haagambachta je bilo razširjeno v času vladavine Florisa V. 
Pod dolgo vladavino Albrehta Bavarskega od leta 1358 do 1404, ki je bil tudi grof Holandije, je mesto doživelo velik razcvet. Vendar je bil Haag do 17. stoletja utrjen le z zemeljskimi zidovi in plitvimi jarki; in ni nikoli prejel uradno mestnih pravic.  Kljub temu je prebivalstvo imelo nekaj privilegijev, tudi na področju davkov. Leta 1560 je mesto dobilo manjšo mestno hišo in odobrena je bila kamnita mestna utrdba.  Vendar to ni bilo končano pravočasno, da bi zaščitili prebivalstvo pred grožnjami osemdesetletne vojne. Haag je bil v tem obdobju večkrat oplenjen in požgan.
Ko je Burgundska dinastija leta 1432 podedovala deželi Holandijo in Zeeland, so imenovali stadtholderja za vladanje v njihovih posestih s Stanovi Holandije in Zahodne Frizije kot posvetovalnim svetom. Čeprav je bil njihov sedež v Haagu, je bilo mesto podrejeno pomembnejšim centrom vladanja kot Bruselj in Mechelen, od koder so suvereni vladali močno centralizirani Burgundski Nizozemski.
Na začetku nizozemske osamosvojitvene vojne ali »osemdesetletne vojne« (1568 - 1648), se je odsotnost mestnega obzidja pokazala kot katastrofalna, saj so španske čete z lahkoto okupirale mesto. Leta 1575 so Stanovi Holandije, začasno delujoči v mestu Delft, celo nameravali razrušiti mesto, vendar je bila namera opuščena po posredovanju Viljema I. Oranskega. Leta 1588 je Haag postal stalni sedež Holandskih stanov, kot tudi Splošnih stanov Nizozemske republike. 
Po letu 1648 je bil Haag sedež mestodržca Republike sedmih združenih provinc. Začelo se je obdobje velikega razcveta. Johann Moritz von Nassau je dal zgraditi Mauritshuis (zdaj muzej). Zgrajene so bile elegantne hiše za dvor, člane vlade in predstavnike tujih držav. Veliko primerov teh hiš, zgrajenih med letoma 1750 in 1900, je še vedno mogoče najti po vsem mestnem središču.

### Novejša zgodovina
Leta 1806, ko je bila Kraljevina Holandija marionetna država Prvega francoskega cesarstva, je kralj Ludvik Bonaparte uradno razglasil Haag za mesto.  
Po Napoleonskih vojnah sta bili moderna Belgija in Nizozemska kombinirani v Kraljevino Združene Nizozemske, da bi se oblikovala kot »buffer« med Francijo in Nemčijo. Za glavno mesto sta bila kot kompromis določena imenoma vsaki dve leti Bruselj in Amsterdam, z vlado, ki je ostala v Haagu. Po odcepitvi Belgije leta 1830, je Amsterdam ostal glavno mesto Nizozemske, medtem ko je bila vlada v Haagu. Ko je vlada začela igrati pomembnejšo vlogo v nizozemski družbi po letu 1850, se je Haag hitro razširil. Rastoče mesto si je priključilo del podeželske občine Loosduinen leta 1903 in v celoti leta 1923. V 20. stoletju so v mestu zgradili številna stanovanja za javne uslužbence in navadne ljudi, vključno s slikarsko četrtjo (Schilderswijk), ki danes velja za "problematično".
Mesto je utrpelo veliko škodo med  drugo svetovno vojno. Med nemško okupacijo je bilo pobitih veliko Judov. Poleg tega je bil skozi mesto zgrajen Atlantski_zid zaradi česar so nacistični okupatorji podrli veliko četrti. Dne 3. marca 1945 je britansko Kraljevo_vojno_letalstvo pomotoma bombardiralo četrt Bezuidenhout. Cilj so bile instalacije za V-2 rakete v bližnjem parku Haagse Bos. Bombe so padle na gosto poseljen in zgodovinski del mesta.
Po vojni je Haag postal največje gradbišče v Evropi. Mesto se je močno razširilo proti jugozahodu, uničena območja pa so bila hitro obnovljena. Okoli leta 1965 je število prebivalcev doseglo vrhunec pri 600.000. V sedemdesetih in osemdesetih letih dvajsetega stoletja so se večinoma bele družine srednjega razreda preselile v sosednja mesta, kot je Voorburg, Leidschendam, Rijswijk in  (predvsem) Zoetermeer.

## Demografija
Religioznost v Haagu (2015)
Na dan 1. januarja 2021 je v Haagu živelo 549.163 prebivalcev, kar je pomenilo, da je mesto tretje največje na Nizozemskem. Mesto je doživelo posebno hitro rast v obdobju med 1800 in 1960. Mesto je naraslo od 40.000 prebivalcev leta 1800 na 200.000 v letu 1900 in nato na 600.000 leta 1960. Rast po letu 1900 je povzročil zakon o stanovanjih iz leta 1901, ki je spodbujal rast mest kot je Haag. V obdobju med letoma 1960 in 1980 se je prebivalstvo Haaga skrčilo iz 600.000 na 440.000, kar je bila prav tako posledica demografskih procesov in prostorske politike. Nato pa je Haag spet doživel rast prebivalcev, katerih število je leta 2011 preraslo 500.000. Občinska uprava pričakuje nadaljnjo rast tako, da bi leta 2030 število prebivalcev prekoračilo 600.000.
Uradno poimenovanje prebivalcev je  Hagenaar, vendar se izraz Hagenees neformalno uporablja za nekoga, ki je bil rojen in odrastel v Haagu. uporaba teh poimenovanj je vezana na socialni razred, pri čemer je Hagenaar izraz višjega razreda, Hagenees pa nižji razred.

### Izvorna struktura
43% prebivalcev Haaga ima oba starša rojena na Nizozemskem, med tem ko ima 15.6% vsaj enega starša rojenega v tujini v zahodnih državah, in 34.4% ima vsaj enega starša rojenega v ne-zahodni državi.

### Prebivalci po rojstnem kraju
| 2020                          | Število | %      |
| ----------------------------- | ------- | ------ |
| Oba starša rojena na NL       | 242,441 | 44.42% |
| Zahodno migracijsko ozadje    | 105,315 | 19.29% |
| Ne-zahodno migracijsko ozadje | 198,082 | 36.29% |
| Surinam                       | 45,783  | 8.39%  |
| Turčija                       | 41,122  | 7.53%  |
| Maroko                        | 32,355  | 5.93%  |
| Indonezija                    | 17,187  | 3.15%  |
| Nizozemski Antili in Aruba    | 14,037  | 2.57%  |
| Skupno                        | 545,838 | 100%   |

### Verska sestava
Malo manj kot polovica prebivalstva Haaga se identificira po verski pripadnosti. Dve najbolj priljubljeni religiji sta krščanstvo (29%) in Islam (14.1%). Religioznost je večja med ljudmi z nedavnim migracijskim ozadjem iz Indonezije, Turčije, Maroka in Surinama. Islam je najpogostejša religija med ljudmi s turškim ali maroškim migracijskim ozadjem. Med ljudmi iz surinamske dediščine je več verske raznolikosti, pri čemer je hinduizem najpogostejši. Od domačega nizozemskega prebivalstva v Haagu se večina vernih ljudi drži krščanstva. Nekaj manj kot 40% prebivalcev Haaga redno obiskuje bogoslužno hišo.

## Galerija
- Zgradba Meddržavnega sodišča v Haagu
- Zgradba Meddržavnega sodišča v Haagu (2)
- Zgradba Organizacija za prepoved kemičnega orožja (OPCW)
- Sedež OPCW-a v Haagu
- Zgradba Mednarodnega sodišča za vojne zločine na območju nekdanje Jugoslavije
- Zgradba Mednarodnega kazenskega sodišča v Haagu